# Spoorlijn Gottenheim - Breisach
De spoorlijn Gottenheim - Riegel - Breisach ook wel Kaiserstuhlbahn genoemd is een Duitse spoorlijn.

## Geschiedenis
Het traject werd door de Badische Eisenbahn consortium van de spoorwegondernemer Herrmann Bachstein in fases geopend.
- 15 december 1894: Gottenheim - Riegel
- 7 september 1895: Endingen - Breisach

Uiteraard is deze nevenlijn die kommervol bestaan heeft geleid niet geëlektrificeerd. Echter de laatste jaren is het vervoer dermate toegenomen dat besloten is deze lijn te elektrificeren. In 2018 zijn deze werkzaamheden in volle gang. In juli 2018 is het stuk Bahlingen-Bötzingen al geheel onder de draad gekomen.

## Treindiensten

### SWEG
De Südwestdeutschen Eisenbahn-Gesellschaft AG (SWEG) verzorgde het personenvervoer op dit traject RB treinen.

### Breisgau-S-Bahn-Gesellschaft
De Breisgau-S-Bahn-Gesellschaft (BSB) verzorgt sinds 2002 het regionaal personenvervoer met treinen van het type Regio-Shuttle.

## Aansluitingen
In de volgende plaatsen is of was er een aansluiting van de volgende spoorlijnen:

### Riegel am Kaiserstuhl
- Rheintalbahn, spoorlijn tussen Mannheim en Basel

### Gottenheim
- Breisacher Bahn, spoorlijn tussen Freiburg en Breisach

### Breisach am Rhein
- Breisacher Bahn, spoorlijn tussen Freiburg en Breisach